# 艾帕瓦 (伊利諾伊州)
艾帕瓦（英語：Ipava）是位於美國伊利諾伊州富爾頓縣的一個村落。

## 地理
艾帕瓦的座標為40°21′08″N 90°19′04″W / 40.35222°N 90.31778°W，而該地最高點為海拔高度201米（即659英尺）。

## 人口
根據2010年美國人口普查的數據，艾帕瓦的面積為0.69平方千米，當中陸地面積為0.69平方千米，而水域面積為0.00平方千米。當地共有人口470人，而人口密度為每平方千米681人。